# Luca Barlocco
Luca Barlocco (Merate, 20 de febrer de 1995) és un futbolista Italià, que juga com a lateral esquerre al L.R. Vicenza Virtus.

## Trajectòria

### Inicis
Luca Barlocco va nàixer en Merate el 20 de febrer de 1995. Va començar jugant per a l'Atalanta.